# Die Gefangene (Film)
Die Gefangene (Originaltitel: La Captive) ist ein Film von Chantal Akerman aus dem Jahr 2000. Der Film basiert auf Motiven aus Marcel Prousts Auf der Suche nach der verlorenen Zeit, insbesondere aus dem Band Die Gefangene (La Prisonnière).

## Handlung
Paris. Die modern wirkende Außenwelt des Jahres 2000. Zu einer dennoch sonderbar unbestimmt bleibenden Zeit.
In einem großen Appartement lebt der etwa dreißig Jahre alte Simon und bei ihm seit einer Weile die etwas jünger als er wirkende Ariane. Er liebt sie, aber er will sie auch besitzen. Er will alles über sie wissen, verfolgt sie, wenn sie aus dem Haus geht, oder lässt sich von einer Freundin Arianes berichten, was sie gemeinsam unternommen haben. Simon bedrängt Ariane sexuell und ebenso mit seinen immer insistierenderen Fragen. Sie lässt ihn – wie unbeteiligt – gewähren und antwortet stets ohne Zögern, aber in vage gehaltenen Sätzen.
Als Simon klar wird, dass sich Ariane zu Frauen hingezogen fühlt, will er sich von ihr trennen. Er fährt sie zum Landhaus ihrer Tante. Schon im Haus angekommen besinnt er sich, will einen neuen Anfang mit ihr wagen. Noch am selben Abend fahren sie zu einem Hotel an der Atlantikküste. Vom Schwimmengehen kehrt Ariane nicht zurück; er glaubt, dass sie sich ertränkt habe und springt ins Wasser, um sie zu suchen. Die Schlussszene zeigt ihn am nächsten Morgen in einem Boot sitzend, er wurde gerettet und kehrt ohne Ariane an Land zurück.

## Hintergrund
In der ersten Szene des Films schaut Simon tonlose Super-8-Aufnahmen einiger im Meer badender junger Mädchen an. Eines der Mädchen, Ariane, spricht ein paar Worte in Richtung Kamera. Aus den Bewegungen ihrer Lippen schließt Simon auf den Satz: „je vous aime bien“, also „ich mag Sie gern“ oder „ich mag Sie sehr“. Chantal Akerman erweist hier einem der frühesten Stummfilmdokumente ihre Reverenz: 1891 hatte Georges Demenÿ aus 36 Chronofotografien einen drei Sekunden langen Film montiert, in dem ein Mann die Worte „je vous aime“ spricht.
Diese erste Szene des Films ist inspiriert von einer längeren Passage im zweiten Teil des Bandes Im Schatten junger Mädchenblüte (À l’ombre des jeunes filles en fleurs): „Erster Aufenthalt in Balbec, die jungen Mädchen am Strand. … Erstes Auftreten Albertines.“

## Rezeption
Seine Premiere hatte der Film im Mai 2000 beim Festival in Cannes, wo er in der Reihe Quinzaine des Réalisateurs lief. In Deutschland kam der Film zwei Jahre später in einige wenige Kinos. Silvie Testud wurde für ihre Rolle für den Europäischen Filmpreis 2000 als Beste Darstellerin nominiert.
„La Captive ist ein ernster Film, auch ein intellektueller Film, wie er inzwischen selbst im französischen Kino selten geworden ist“, schrieb Andrea Dittgen im Oktober 2002 im film-dienst. Entsprechend gering war der Publikumszuspruch und auch, bis auf wenige Ausnahmen, das Presseecho. Obwohl, so schrieb der Münchner Filmkritiker Fritz Göttler, Chantal Akerman habe anderen, die sich an der Verfilmung von Prousts Recherche versucht haben, gezeigt, „wie’s gemacht wird“. Eine Würdigung erfuhr der Film durch eine in der ZEIT erschienene Besprechung von Ulrich Peltzer. Er schrieb: „Das Personal der Gefangenen (konjugiert) ein letztes Mal die Konstellationen eines Begehrens, eines Geschlechterverhältnisses, von dem die Gegenwart kaum noch eine Ahnung hat.“ Und: „(Es) weht ein Hauch des Gespentischen durch die Bilder, deren anachronistische Ruhe (oder Leere, oder Langsamkeit) eine erstaunliche Sogwirkung entfaltet.“

## DVD
- 2009: filmedition suhrkamp / absolut MEDIEN. ISBN 978-3-518-13509-9. (Französische Originalfassung mit deutschen Untertiteln.)